# O Veneno da Madrugada
Pour plus de détails, voir Fiche technique et Distribution.
O Veneno da Madrugada est un film brésilien réalisé par Ruy Guerra, sorti en 2005. C'est l'adaptation du roman La mala hora de Gabriel García Márquez publié en 1962.

## Fiche technique
- Titre français : O Veneno da Madrugada
- Réalisation : Ruy Guerra
- Scénario : Ruy Guerra et Tairone Feitosa
- Pays d'origine : Brésil
- Format : Couleurs - 35 mm - 1,85:1 - Dolby Digital
- Genre : drame
- Durée : 118 minutes
- Dates de sortie :
  -  Espagne : 2005 (Festival du film de Saint-Sébastien)
  -  Argentine : 2 février 2006
  -  Brésil :
    - São Paulo : 10 mars 2006
    - Rio de Janeiro : 17 mars 2006

  -  Portugal : 27 avril 2006

## Distribution
- Leonardo Medeiros : Alcaide
- Juliana Carneiro da Cunha : Viúva Assis
- Fábio Sabag : le père Angel
- Jean Pierre Noher : César Monteiro
- Zózimo Bulbul : Carmichael
- Amir Haddad : Dom Sabas
- Emílio de Melo : Roberto Assis
- Murilo Grossi : le docteur Giraldo
- Rui Resende : le dentiste
- Fabiano Costa : Anão
- Ruy Polanah : le pharmacien
- Luis Luque : Aristóteles Messina